# Наталя Земна
Ната́ля Земна́ (справжнє ім'я: Наталія Петрівна Зубицька, до шлюбу: Ющенко; нар. 5 січня 1942 року, с. Крехаїв, Чернігівська область) — українська травознавиця, цілителька, представниця нетрадиційної медицини, президент Товариства природолікування «Зелена планета».

## Біографія
Зростала у сім'ї травознаїв, змалку цікавилася рослинним світом. Перші знання про лікування травами отримала від мами та бабусі. Має три вищі освіти: 1979 року закінчила Київський інститут культури, у 1981 — Московський інститут літератури, а у 1993 році — Інститут нетрадиційної медицини у Києві та курси при Українській асоціації народної медицини.
Поштовхом до глибокого дослідження властивостей лікарських трав та занять народною медициною став випадок з особистого життя Наталі Земної: у зрілому віці їй діагностували хворобу серця, яка, за словами лікарів, вимагала негайного оперативного втручання. Не давши згоди на операцію, Наталя Земна почала самостійно лікуватись травами і подолала недугу.
Після одруження з Данилом Никифоровичем Зубицьким (*1924 — †2003), протягом семи років (з 1991 по 1998) працювала у «Аптеці народних ліків». Там власноруч виготовляла близько ста лікарських засобів, обіймала посади консультантки, а згодом — заготівельниці лікарських трав і завідувачки, щодня приймаючи сотні пацієнтів.

## Нетрадиційна медицина
Нині Наталя Земна є керівницею мережі аптек «Зелена планета» та Товариства природолікування «Зелена планета». Майже щодня вона проводить прийоми хворих в різних регіонах України; її діагностичні методи базуються на багатовіковому досвіді української народної медицини. Лікарі й фармацевти «Зеленої планети» постійно вдосконалюють свої знання про рослинний світ України, щороку виїжджаючи на збір рослинної сировини в екологічно чисті райони.
Наталя Земна постійно вивчає рослинний світ, досліджує лікувальні властивості рослин. Дослідницька робота дала змогу створювати лікарські засоби із цілющих трав. Наталя Земна є автором (у співавторстві та особисто) багатьох лікарських засобів.
Наталя Земна — автор низки анотацій, науково-популярних видань, статей, які публікуються в Україні та за кордоном. Зокрема: «Аптека народних ліків» (1992 р., у співавторстві), «Для Вашого здоров'я» (1993 р., у співавторстві), «Ребенка лечит природа» (2001 р., у співавторстві), «Аптека „Зелена планета“» (2002 р.), «Усе знадобиться, що в землі коріниться» (2001 р.) та багатьох інших.
Найпопулярніші книги Наталі Земної було перекладено російською мовою, вони наявні у інтернет-крамницях України, близького та далекого зарубіжжя — у Росії, Білорусі, Казахстані..
Для того, щоб академічна наука визнала ефективність народної медицини та безпечність її методів лікування, цілителька майже 40 років досліджувала властивості лікарських трав, вивчала народні рецепти лікування за їх допомогою, працювала з лікарями народної і наукової медицини різних профілів в Україні та за кордоном, зокрема в Індії, Китаї, Тибеті, Угорщині, Болгарії, В'єтнамі. У 2005 році Міністерство охорони здоров'я України офіційно визнало лікарські засоби «Зеленої планети» ліками.

## Літературні праці, переклади
Окрім наукових робіт, в творчому доробку Наталі Земної 5 збірок поезій: «Ранок на Десні» (1994 р.), «Серце у траві» (1995 р.), «Дзвони душі» (1996 р.), «Три любові» (2000 р.), «Покоси» (2003 р.). Також Наталя Земна спільно з Г.Смиком переклала українською мовою книгу болгарських фітотерапевтів Д.Памукова і Х.Ахтарджієва «Аптека живої природи» (Київ, видавництво «Урожай», 1991 р.) в якій йдеться про поширення, ознаки, хімічний склад, фармакологічну дію і застосування найпопулярніших у Болгарії лікарських рослин.
Наталя Земна ратує за виховання у дітей любові до природи, розвитку екологічного мислення з перших років життя, ознайомлення з лікарськими травами. Саме тому в її творчому доробку присутні такі книги як «Абетка Зеленої планети», «Королева квітів» (Тернопіль, видавництво «Богдан», 2002 р.) та багато ще не надрукованих творів, що вводять маленьких читачів у світ рослин, заохочують їх зацікавленість у ньому.
Лауреат Міжнародної літературної премії ім. Івана Кошелівця за казку «Королева квітів» та «Дитячий календарик».

## Діяльність у ЗМІ та медіа
Наталя Земна веде широку культурно-просвітницьку діяльність: з 1993 р. на Українському радіо виходить її авторська програма «Зелена планета», а до 2008 року на хвилях Національної радіокомпанії України звучала авторська передача Наталі Земної «Сім'я — фортеця моя». У 2008 році став видаватися її авторський щотижневик "Газета "Зелена планета". До того часу Наталя Земна друкувалася у авторській газеті «Зелена планета Наталі Земної», однак припинила з нею співпрацю у 2007 році. Провівши ребрендинг, видання змінило назву на «Зелена Планета плюс», до якого, однак, Наталя Земна теж не має жодного відношення.
У 2009 році відновився випуск щомісячного авторського журналу Наталі Земної -«Золоцвіт. Бібліотечка», у кожному випуску якого публікуються понад 100 рецептів траволікування, розповідається про профілактику та лікування різноманітних недуг.
З 2009 року Наталя Земна веде авторську рубрику «На здоров'я» в передачі «Знак якості» та бере участь у ток-шоу «Знахарі», які виходять на телеканалі «Інтер». Регулярно транслюються програми за участі цілительки на регіональних телеканалах, зокрема «Щоденник здоров'я» на черкаському ТРК «Вікка» та — у прямому ефірі — «Позвоните доктору» на каналі «Маріупольске телебачення».

## В Інтернеті
У 2011 році в YouTube був запущений офіційний канал Наталі Земної, де транслюються три цикли фільмів, створених виключно для користувачів Інтернет: «Земна стихія» про цілющі властивості рослин, «З рук живої природи …» про лікарські засоби аптечної мережі «Зелена планета Земної», а також «ЧаВО» — рекомендації Наталі Земної з лікування різних захворювань пацієнтам, що звернулися до цілительки через всесвітню мережу. Через рік в мережі Інтернет з'явився офіційний сайт Наталії Земної «Привіт, Інтернет!». Щоб залучити молодіжну аудиторію до свого сайту Наталя Земна спільно з італійським музичним продюсером Hangm_n записала композицію «Dance for Health!» — дабстеп-варіації на тему української народної пісні «Цвіте терен». Прем'єра відеокліпу відбулася 14 серпня 2012 року.

## Політична діяльність

Логотип партії «Зелена планета»

2005 року Наталя Земна заснувала партію «Зелена планета». В програмі партії основна увага приділяється вирішенню соціальних та екологічних питань. Зокрема, пропонується розробити державну програму морально-етичного, духовно-культурного та патріотичного виховання дітей та молоді, провести масштабну інвентаризацію усіх екологічно небезпечних об'єктів і розробити план їх ліквідації, реформувати державну систему охорони здоров'я, створити державну програму комплексного розвитку АПК і українського села. На виборах народних депутатів до Верховної Ради України 26 березня 2006 року партія «Зелена планета» набрала 0,38% голосів, за неї проголосувало 96 734 українці.
Як фундатор партії, Наталя Земна вбачає серед головних її досягнень популяризацію українських екологічних рухів та їх визнання за кордоном. Так, останніми роками представників Товариства природолікування «Зелена планета» почали запрошувати до співробітництва швейцарські, угорські та інші закордонні організації, що опікуються питаннями охорони здоров'я та довкілля. В Угорщині — державі, що займає одне з перших місць у світі за смертністю від онкозахворювань, товариству запропонували взяти у користування 300 гектарів землі для вирощування лікарських рослин і умови для налагодження народної медицини в цій країні.

## Боротьба з недобросовісною конкуренцією
Як і більшість товарів на українському ринку, що мають стабільний попит, лікарські засоби Наталі Земної не уникнули численних підробок.
Так, у 2003 р. Державний департамент інтелектуальної власності України зареєстрував за Н. П. Зубицькою знак для товарів і послуг «Зелена планета», який з 2000 року використовується на всіх етикетках ліків, що випускаються її приватним підприємством «Зелена планета». Однак 18.01.2006 р. ПП «Нарлік» подало до Державного департаменту інтелектуальної власності України заявку про реєстрацію знака на товари і послуги «Зелена планета здоров'я», логотип якого за зовнішнім виглядом схожий на знак «Зелена планета». Цей логотип використовується ПП «Нарлік» на етикетках біологічно-активних добавок (БАД), що реалізуються по всій території України в мережах аптек «Зелена планета здоров'я». У зв'язку з цим Н. П. Зубицька подала до Солом'янського районного суду м. Києва позов з приводу визнання недійсним свідоцтва на знак для товарів і послуг ПП «Нарлік» і ПП «Афган» та припинення порушення права власника на знак з метою захисту права на належний їй знак.
3 жовтня 2007 року Солом'янський районний суд м. Києва задовольнив позов Н. П. Зубицької та постановив заборонити ПП «Нарлік» використовувати знак «Зелена планета здоров'я» на етикетках біологічно-активних добавок. Згідно з рішенням суду, готову продукцію, марковану знаком «Зелена планета здоров'я», необхідно було вилучити з господарського обігу, а всі етикетки із зображенням знаку — знищити.
Попри це, станом на кінець 2009 року у багатьох містах України продовжують незаконно діяти аптеки «Зелена планета здоров'я», де реалізуються БАДи з однойменною назвою на етикетці.

## Нагороди та визнання
В 1997 році Указом Президента України Наталя Земна була нагороджена орденом «За заслуги» III ступеня за вагомий особистий внесок в економічний, науково-технічний і соціально-культурний розвиток України.
Цілительську та просвітницьку діяльність Наталі Земної високо оцінила Українська Православна Церква Київського Патріархату, нагородивши її орденом Святого Рівноапостольного князя Володимира III ступеня (2002 р.).
Цілителька також є лауреаткою премії «Дружба» Міжнародного гуманітарного фонду імені О. С. Пушкіна, яку отримала у 1993 р.
Роком пізніше, у 1994-ому, наукова діяльність Наталі Земної була відзначена премією ім. В. І. Вернадського, що з 1973 року встановлена Національною академією наук України.
В 1995 р. Наталя Земна стала першим лауреатом заснованої в Україні премії імені Євпраксії, що присуджується за успішне застосування методів народної медицини для зцілення людей.
Ім'ям Наталі Земної названо одну з малих планет.

### Роботи знетрадиційної медицини, переклади
- «Поради для Вашого здоров'я» Авт.: Н.Зубицька, Р.Желясков. 2006 р.

- «Остеохондроз» Авт.: Г.Зінкевич, Н.Зубицька, Е.Ніколайчук, Л.Ніколайчук. Тернопіль, «Богдан», 2004 р.

- «Усе знадобиться, що в землі коріниться» Авт.: Н.Зубицька. Тернопіль, «Богдан», 2004 р.

- «Лікуємо нагідками» Авт.: Р.Желясков, Н.Зубицька. Тернопіль, «Богдан», 2003 р.

- «Лікуємо ромашкою» Авт.: Р.Желясков, Н.Зубицька. Тернопіль, «Богдан», 2003 р.

- «Аптека „Зелена планета“», Авт.: Н.Зубицкая. 2002 р.

- «Ребенка лечит природа» Авт.: Н.Зубицкая, Л.Миколайчук. Киев, «Интерпрес лтд», 2001 р.

- «Для Вашого здоров'я (поради народних цілителів)» Авт.: Н.Зубицька. Київ, 1993 р.

- «Аптека живої природи» (авт. — Д.Памуков, Х.Ахтарджієв, пер. з болг. — Г.Смик, Наталя Земна), Київ, «Урожай», 1991 р.

- «Цілющі трави та алкогольні напої» Авт.: Н.Зубицька.

- «Протирадіаційне харчування» Авт.: Н.Зубицька.

- «Отруйні лікарські рослини: посібник-довідник» Авт.: Н.Зубицька.

- «Збірка рецептів на всі пори року» Авт.: Н.Зубицька.

- «Лечение заболеваний поджелудочной железы растениями и диетой» Авт.: Н.Зубицкая, Л.Николайчук, С.Доропиевич.

- «1000 рецептов больным сахарным диабетом» Авт.: Н.Зубицкая, Л.Николайчук.

### Збірки поезій
- «Покоси. Вибрана лірика» Авт.: Н.Зубицька, Вінниця, «Тірас», 2003 р.

- «Три любові» Авт.: Н.Зубицька, Київ, «Академія», 2000 р.

- «Дзвони душі» Авт.: Н.Зубицька, Київ, Femina, 1996 р.

- «Серце у траві» Авт.: Н.Зубицька, Р.Желясков, Київ, «Байда», 1995 р.

- «Ранок на Десні» Авт.: Н.Зубицька, 1994 р.